# Mickey Goldsen
Mickey Goldsen, eigentlich Milton Hertz Goldsen (Pseudonym: Vernon Lee; * 5. September 1912 in Brooklyn, New York; † 19. Oktober 2011 in Encino, Kalifornien) war ein US-amerikanischer Musikverleger.

## Leben
Goldsen, geboren 1912 in Brooklyn, begann seine Karriere 1934 als Buchhalter der Lyrik-Zeitschrift Song Hits; später arbeitete er für den Musikverlag Leeds Music von Lou Levy. In den 1940er Jahren war er Leiter der Abteilung Capitol Songs des Plattenlabels Capitol Records, das einen der ersten in Labelbesitz befindlichen Musikverlag hatte; an diesem hatte Goldsen einen 25%igen Anteil. 1950 erwarb er die restlichen Anteile des Verlags von Johnny Mercer und Buddy DeSylva, um den seinen eigenen Musikverlag Criterion Music Corp. (New York) zu gründen, als dessen CEO er über ein halbes Jahrhundert fungierte. In den 1950er Jahren erwarb er den Charlie-Parker-Titelkatalog, außerdem eine Reihe von Jazz-Kompositionen von Dizzy Gillespie, Gerry Mulligan und Charlie Barnet (Skyliner).
Goldsen verlegte in den 1960er Jahren Songs wie Lee Hazlewoods These Boots Are Made for Walkin’, der 1966 ein Nummer-1-Hit in den USA wurde, ferner Hawaii-Musik (auf die er sich seit 1952 spezialisiert hatte) wie Don Hos Tiny Bubbles und Pearly Shells sowie Hits von Nancy Sinatra, Jackson Browne (Doctor My Eyes) und Johnny Mercer. Goldsen wirkte 1962 an der Produktion des Films Meuterei auf der Bounty mit. In den 1970er Jahren betätigte er sich außerdem auf dem Gebiet der Countrymusik und eröffnete ein Büro in Nashville, um Countrysänger wie Rosanne Cash, Rodney Crowell oder Lyle Lovett zu vertreten, aber auch die Jazz-beeinflusste Singer-Songwriterin Kami Lyle. In dieser Zeit war er auch erster Vorsitzender der Association of Independent Music Publishers. Goldsen wurde für seine Verdienste um die polynesische Musik in die Hawaiian Music Hall of Fame aufgenommen.
Mit seiner Ehefrau Adeline Goldsen, geborene Goldstein (1913–1998), hatte er die drei Kinder Bo, Nancy und Eileen.